# Vertrag von Poswol

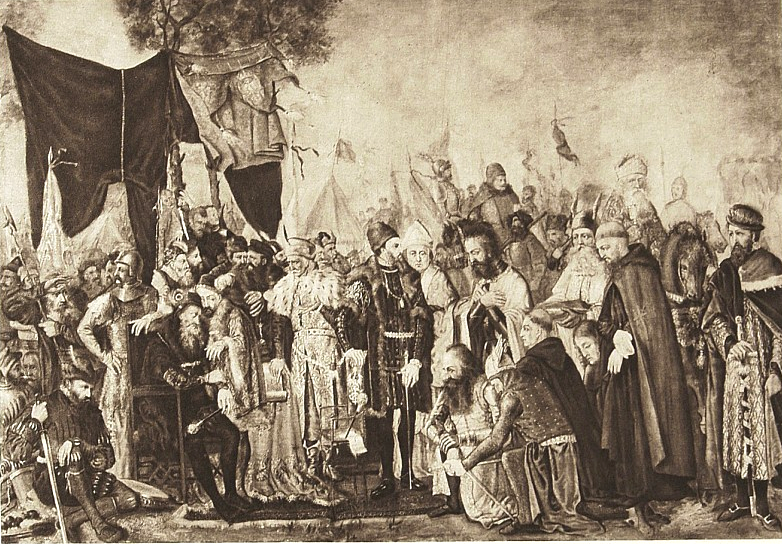
Vertrag von Poswol von Maurycy Gottlieb, 1874.

Der Vertrag von Poswol wurde 1557 geschlossen zur Beilegung des Konflikts zwischen dem polnisch-litauischen König Sigismund II. August und der Livländischen Konföderation.

## Vorgeschichte
Albrecht hat 1525 den Ordensstaat in Preußen säkularisiert und sich unmittelbar darauf im Vertrag von Krakau unter die Lehnshoheit des Königreichs Polen begeben. Im Herzogtum Preußen führte er die lutherische Reformation ein. In Livland schlossen sich jedoch die Katholiken zu einer Konföderation zusammen, die sich der Annahme des lutherischen Glaubens widersetzten. Als der Erzbischof von Riga, und gleichzeitig Bruder von Albrecht, Wilhelm von Brandenburg-Ansbach-Kulmbach 1555 den Lutheraner Christoph zu Mecklenburg als Koadjutor in Riga ernannte, kam es zum Aufstand und Wilhelm und Christoph wurden gefangen gesetzt. Daraufhin sah sich Sigismund II. August als Lehnsherr Alberts und Wilhelms zur Intervention in Livland veranlasst. Es kam zu der paradoxen Situation, dass ein katholischer Monarch seinem protestantischen Lehnsmann gegen den Aufstand seiner katholischen Stände zu Hilfe kam. Noch bevor das polnisch-litauische Heer Livland erreichte, lenkte jedoch die Livländische Konföderation ein, ließ Wilhelm und Christoph frei und ihre Vertreter begaben sich nach Pasvalys.

## Beschlüsse
Es wurden drei Abkommen abgeschlossen. Wilhelm wurde wieder Erzbischof von Riga. Es kam zum Ausgleich zwischen Litauen und Livland. Livland gewährte den litauischen Kaufleuten Vorrechte. Litauen verpflichtete sich als Schutzmacht gegenüber Livland aufzutreten. Johann Wilhelm von Fürstenberg bestätigte den Frieden für den Orden.

## Nachgang
Iwan der Schreckliche sah das Bündnis als gegen ihn gerichtet und besetzte Dorpat, wodurch es zum Livländischen Krieg kam. Der Großmeister des Livländischen Ordens Gotthard Kettler begab sich als Herzog von Kurland und Semgallen 1561 im Vertrag von Wilna unter die Lehnshochheit Polen-Litauens.